# غريال
الغَرْيال أو جافيال الجانح أو الجَفْيَل أو تِمساح الهند أو الأزُوم هو نوع من الغريال في رتبة التمساحيات، هو تمساح هندي شديد الندرة لم يتبقى منه إلا 200 تمساح حسب بعض الإحصاءات، ويتميز بصوت همهمته الغريب وشكل فكه العجيب الذي يساعده على صيد الأسماك طعامه الوحيد، ويصل طول التمساح البالغ إلى 6 أمتار.